# Línea 8 (Dbus)
La línea 8 de Dbus conecta el centro con los barrios de Gros y la zona norte de Intxaurrondo. Originalmente, la línea solo conectaba con el barrio de Gros, pero en 1980 se fusionó con la línea de Intxaurrondo (inaugurada en el 78).
La línea fue operada con tranvías eléctricos desde sus inicios hasta 1949, cediendo el paso a los trolebuses. En 1971 pasó a ser operado por autobuses.

## Paradas

### Hacia Basotxiki
- Boulevard 19 5 9 13 21 25 26 28 29 31 42
- Libertad 19 31 36
- Iparragirre 8 17 40 41
- Zurriola Kursaal 17 40 41
- Zurriola 36 17 40 41
- Groseko Anbulatorioa 17 40 41
- Nafarroa 34 17 40 41
- Maestro Arbós Zubiaurre 10 31
- RENFE Zubiaurre 27 31
- Zarategi 8
- Gaztelu
- Lafont
- Basotxiki 29

### Hacia Boulevard 19
- Basotxiki 29
- Julimasene 29
- Garro Zubia 29
- Zubiaurre 117 29
- Zubiaurre 70 29
- Zabaltoki 29
- Zubiaurre 39 29
- RENFE Ategorrieta 29
- Maestro Arbós 29
- Ategorrieta 31 14 29 42
- Gran Vía 21 14 29 42
- Colón 17 14 17 24 33 40 46
- Libertad 6 9 14
- Boulevard 19 5 9 13 21 25 26 28 29 31 42